# 天池五反田町
天池五反田町（あまいけごたんだちょう）は、愛知県稲沢市に存在する地名である。
総合スーパーのアピタ稲沢店やユニー本社、ユニーグループの事務所もここにある。

## 丁目番地など
- 天池五反田町1番地
- 天池五反田町14番地
- 天池五反田町16番地
- 天池五反田町20番地

## 歴史
- 1981年（昭和56年） - 稲沢市天池町・平町・下屋町の各一部により、同市天池五反田町として成立[1]。

## 小・中学校の学区
市立小・中学校に通う場合、学区は以下の通りとなる。
| 番・番地等 | 小学校             | 中学校             |
| ---------- | ------------------ | ------------------ |
| 全域       | 稲沢市立清水小学校 | 稲沢市立明治中学校 |

## 周辺の施設
- ユニー株式会社本社
- 株式会社UCS本社
- 株式会社マイサポート本社
- 日本商業施設株式会社稲沢事務所
- アピタ稲沢店（アピタタウン稲沢）
  - ユナイテッドシネマ稲沢（アピタ稲沢店C館2階）
  - ニトリアピタタウン稲沢店（アピタ稲沢店B館2階）
  - DCM稲沢西店（アピタ稲沢店C館1階）

## その他

### 日本郵便
- 郵便番号 : 492-8275[WEB 6]（集配局：稲沢郵便局[WEB 6]）。

### WEB
1. ↑  “人口と世帯数 - 最新町別人口調査表”.   稲沢市 (2019年5月7日). 2019年5月19日閲覧。
2. ↑  “読み仮名データの促音・拗音を小書きで表記するもの(zip形式) 愛知県” (zip).   日本郵便 (2024年2月29日). 2024年3月26日閲覧。
3. ↑  “市外局番の一覧” (PDF).   総務省 (2022年3月1日). 2022年3月22日閲覧。
4. ↑  “ナンバープレートについて”.   一般社団法人愛知県自動車会議所. 2024年1月21日閲覧。
5. ↑  “住所50音順通学区域（小・中学校）”.   稲沢市 (2019年1月22日). 2019年5月19日閲覧。
6. 1 2  “郵便番号簿 2018年度版” (PDF).   日本郵便. 2019年5月18日閲覧。

### 書籍
1. ↑  「角川日本地名大辞典」編纂委員会 1989, p. 113.